# Rosina Filippi
Rosina Filippi (1866-1930) foi uma atriz de teatro e professora de atuação inglesa nascida na Itália, conhecida por adaptar a obra de Jane Austen para os palcos pela primeira vez.

## Vida e carreira
Rosina Filippi nasceu em Veneza, na Itália. O pai dela, Filippo Filippi, era crítico de música e a mãe, a francesa Vaneri Filippi, era cantora e ensinava canto no Conservatório de Milão. De acordo com o obituário publicado no The Times, ela e sua avó por parte de mãe, Georgina Colmache, deixaram a França durante a Comuna de Paris, quando Filippi tinha cinco anos, e foram para Londres.
Rosina Filippi queria seguir os passos da mãe e ser cantora de ópera, mas, como não tinha o talento vocal para isso, decidiu se tornar atriz. Ela estudou com Hermann Vezin e fez sua estreia no Gaiety Theatre em 1883. Herbert Beerbohm Tree deu a ela seu primeiro grande papel: o da empregada francesa na peça The Red Lamp. Filippi se tornou uma atriz bastante conhecida pelos papéis secundários que costumava interpretar, como Madame Vinard, de Trilby, Martha, na montagem de Fausto realizada por Tree, e a Ama, de Romeu e Julieta. George Bernard Shaw tentou inclui-la no elenco de sua peça Caesar and Cleopatra, no papel da ama de Cleópatra. Ela também conduziu uma escola de atuação, onde enfatizava a elocução, e dirigiu a trupe de atuação Christmas Dramatic Wanderers, de Oxford, ao lado de Dorothea Baird.
Em 1895, o editor J. M. Dent publicou Duologues and Scenes From the Novels of Jane Austen, de autoria de Filippi. O livro continha sete trechos selecionados a partir da obra de Jane Austen: dois de Orgulho e Preconceito, três de Emma, um de Razão e Sensibilidade e um de Northanger Abbey. O principal enfoque dos trechos escolhidos eram as mulheres de Austen; eles continham doze personagens femininas e quatro masculinas, e também minimizavam o aspecto romântico das obras de Austen em favor de cenas domésticas. Essas cenas foram adaptadas para que pudessem ser encenadas por dois ou três atores e para que as encenações ocorressem nas salas das casas de família. A publicação incluía oito ilustrações que apresentavam figurinos apropriados para a época representada. Essa foi a primeira vez que a obra de Austen foi adaptada para os palcos; na introdução que escreveu, Filippi afirmou: “Tenho certeza de que a Jane Austen dramaturga vai fascinar o público tanto quanto a Jane Austen romancista fascinou seus leitores.” O livro foi elogiado pela maior parte dos críticos, embora alguns tenham questionado a viabilidade de se adaptar a obra de Austen para o teatro. O livro foi relançado e incluído em antologias diversas vezes e acabou levando a várias outras adaptações dramáticas da obra de Austen, escritas por outros dramaturgos. Um resenhista sugeriu que essas peças surgiram devido a uma “inveja boa” da obra de Filippi.
Em março de 1901, sua peça The Bennets, baseada em Orgulho e Preconceito, estreou no Royal Court Theatre, em Londres. Harcourt Williams e Winifred Mayo foram os diretores e também atuaram nos papéis principais: Sr. Darcy e Elizabeth Bennet. A peça foi bem recebida, e tanto Mayo quanto Williams apresentaram performances competentes diante do teatro lotado. Com isso, Williams se tornou o primeiro ator conhecido a interpretar o papel de Sr. Darcy em um teatro profissional.
Em abril de 1914, Filippi, já aposentada da carreira de atriz, começou a encenar duas peças de Shakespeare por semana no Old Vic Theatre. Elas faziam parte de um projeto de “teatro popular” pensado por ela, que tinha o intuito de encenar as obras do Bardo para as massas cobrando valores baixos. Dentre essas peças, estavam O Mercador de Veneza, protagonizado por Hermione Gingold, e Romeu e Julieta, estrelando a filha de dezesseis anos de Filippi, Rosemary. Foi a primeira vez que Shakespeare foi encenado naquele teatro; embora o Old Vic depois tenha se tornado conhecido por suas produções de Shakespeare, na época o local era mais famoso pelas apresentações de ópera. Filippi e Lillian Baylis, diretora do teatro, tinham discordâncias em relação a esse tema; Russell Thorndike afirmou que Baylis incluiu nos programas um bilhete encorajando os frequentadores do teatro a investirem seu dinheiro nas óperas do Vic, e não nas peças.
Filippi se casou com Henry Martin Dowson em 1901. Ela teve seis filhos. Sua filha Rosemary Benvonita Dowson se casou com Russell Thorndike.

## Morte
Filippi morreu na área de Harborne, em Birmingham, aos 64 anos.